# Desmopachria punctatissima
Desmopachria punctatissima är en skalbaggsart som beskrevs av Zimmermann 1923. Desmopachria punctatissima ingår i släktet Desmopachria och familjen dykare. Inga underarter finns listade i Catalogue of Life.